# Enicospilus javanus
Enicospilus javanus är en stekelart som först beskrevs av Szepligeti 1910.  Enicospilus javanus ingår i släktet Enicospilus och familjen brokparasitsteklar. Inga underarter finns listade i Catalogue of Life.